# Élévation ou Communion en sol majeur
L'Élévation ou Communion en sol majeur, op. 153, est une œuvre de la compositrice Mel Bonis, datant de 1935.

## Composition
Mel Bonis compose son Élévation ou Communion en sol majeur pour orgue ou harmonium. Les deux manuscrits sont intitulés successivement « Andante sostenuto » et « Élévation ou communion ». L'œuvre a été publiée par la Schola Cantorum de Paris en 1935, puis rééditée sous le titre « Offertorio » par les éditions Carrara en 1971 puis par Armiane en 2011.

## Analyse
L'œuvre fait directement référence à la destination para liturgique dans les célébrations catholiques romaines.

## Sources
- Étienne Jardin, Mel Bonis (1858-1937) : parcours d'une compositrice de la Belle Époque, 2020 (ISBN 978-2-330-13313-9 et 2-330-13313-8, OCLC 1153996478, lire en ligne)